# Wagnern

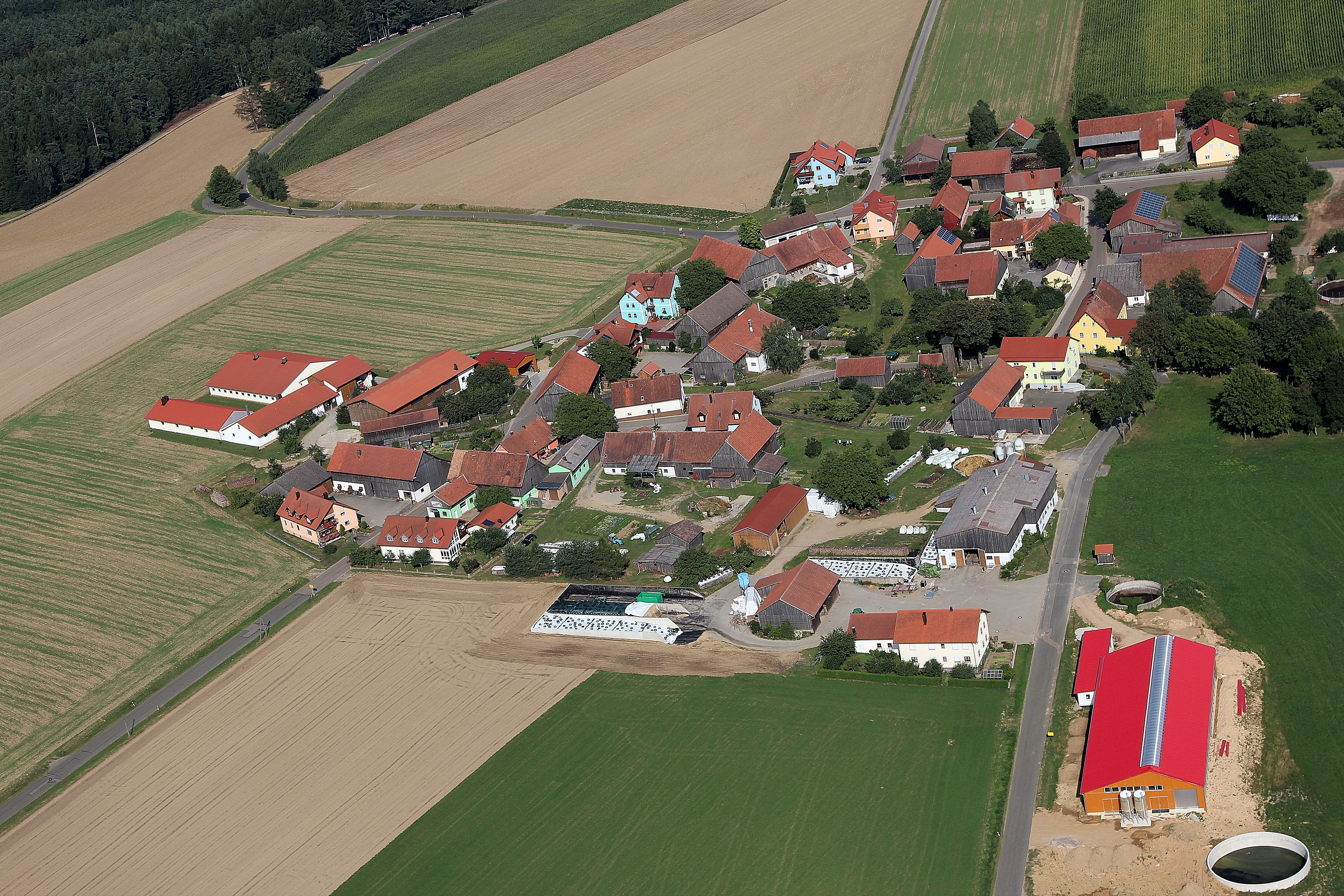
Wagnern (2013)

Wagnern ist ein Ortsteil der Gemeinde Niedermurach im Oberpfälzer Landkreis Schwandorf (Bayern).

## Geographische Lage
Wagnern liegt ungefähr 5 Kilometer südlich von Niedermurach auf einer nach Westen zur Murach abfallenden Hochfläche zwischen Nottersdorfer Holz, Sallachholz, Lindenstock, Stelzer und Hirtenschlag.

## Geschichte
Wagnern wird erstmals 1270 in der Güterbeschreibung des bayerischen Herzogs erwähnt.
Im Jahr 1337 findet in Wagnern der oberpfälzische Landtag statt, der die Besitzverhältnisse in Perntal und Hymstarf regeln soll.
Es nehmen Vitztum Chunrad Knebl aus Amberg als Stellvertreter des Herzogs und Hermann, Abt des Klosters Kastl, teil.
Dann wurde Wagnern in der Grenzbeschreibung des Pflegeamts Murach von 1581 schriftlich erwähnt. 
Es gehörte zur Gemeinde Wagnern, die aufgrund der zersplitterten Herrschaftsverhältnisse vier verschiedenen niederen Gerichten unterstellt war. 
In Wagnern gehörten 5 Mannschaften zum Pflegeamt Murach, der Rest gehörte zu Wolf von Pertolzhofen und zu Thomas Philipp von Murach.
Trotz dieser verworrenen Herrschaftsverhältnisse zeigte die Gemeinde Wagnern mit ihren 5 Ortsteilen: Wagnern, Mantlarn, Sallach, Altweichelau und Schwaighof ein ausgeprägtes Zusammengehörigkeitsgefühl und wusste sich gegen verschiedene Willkürmaßnahmen und Ungerechtigkeiten ihrer verschiedenen Obrigkeiten durchaus zu wehren.
Auch in den Musterungsprotokollen von 1587 tauchte Wagnern auf.
Anfang des 19. Jahrhunderts gehörte Wagnern zum Patrimonialgericht Thannstein.
Am 30. Mai 1840 wurde auf Anordnung des Bayerischen Staatsministerium des Innern das Landgericht I. Klasse Oberviechtach geschaffen, dem Wagnern zugeordnet wurde.
Zum Stichtag 23. März 1913 (Osterfest) war Wagnern Teil der Pfarrei Schwarzhofen und hatte 3 Häuser und 15 Einwohner.
1946 als die Regierung in Regensburg die Zerschlagung der Gemeinde Wagnern verfügte, wobei Wagnern und Mantlarn an Pertolzhofen kamen, wehrte sich die Bevölkerung erfolgreich, sodass 1948 die Gemeinde Wagnern im früheren Umfang wieder hergestellt wurde.
Am 31. Dezember 1968 hatte die Gemeinde Wagnern mit ihren fünf Ortsteilen Wagnern, Mantlarn, Sallach, Altweichelau und Schwaighof 172 Einwohner und eine Fläche von 697 ha.
In den 1960er- und 1970er-Jahren wurde in Wagnern, wie auch in vielen anderen Gemeinden der Oberpfalz, durch die Flurbereinigung das natürliche Gleichgewicht gestört.
Der Landschaft, der Pflanzen- und Tierwelt wurden durch das Abholzen der Feldgehölze,
chemische Unkrautbekämpfungsmittel, Vernichtung der mosaikartig zusammengesetzten Landschaft
aus Tümpeln, Teichen, Ödland, Feldgehölzen und Feldrainen irreversible Schäden zugefügt.
Am 31. Dezember 1990 hatte Wagnern 70 Einwohner und gehörte zur Pfarrei Niedermurach. Zwei Häuser von Wagnern gehörten zur Pfarrei Schwarzhofen.